# High Five (나카야마 유마의 노래)
〈High Five〉는 나카야마 유마의 2번째 싱글이다.

## 수록곡

### 초회 한정반 A
CD
1. High Five
작사: Shusui / 작곡: Takuya Harada, STEVEN LEE, Drew Ryan Scott / 편곡: Takuya Harada
  - 닛폰 TV 계열 《슷키리!!》 2014년 4월도 엔딩 테마
2. 愛までがナイフ / 사랑까지가 나이프
작사: 마츠이 고로 / 작곡: 마카이노 코지 / 편곡: 마스다 타케시
  - 토카이 TV·후지 TV 계열 드라마 《천국의 사랑》 엔딩 테마
3. High Five（オリジナル・カラオケ）
4. 愛までがナイフ （オリジナル・カラオケ）

DVD
1. 〈High Five〉 Music Clip & Making

### 초회 한정반 B
CD
1. High Five
2. 愛までがナイフ / 사랑까지가 나이프
3. High Five（オリジナル・カラオケ）
4. 愛までがナイフ （オリジナル・カラオケ）

DVD
NAKAYAMA YUMA with KANSAI Johnnys' Jr. in ORIX THEATER
1. Missing Piece -Another Version-
2. NEXT STAGE
3. ロマンティック / 로맨틱
4. がらすの・魔法・ / 유리의 ・마법・
5. Missing Piece
6. 水の帰る場所 / 물이 돌아가는 장소
7. さよならメリークリスマス / 안녕 메리 크리스마스
8. 孤独なソルジャー / 고독한 솔저
9. 蒼い季節 / 푸른 계절
10. 悪魔な恋 / 악마같은 사랑
11. よく遊びよく学べ / 잘 놀고 잘 배우기
12. ビリビリDANCE / 비리비리 DANCE

### 통상반
CD
1. High Five
2. 愛までがナイフ / 사랑까지가 나이프
3. so Crazy
작사·작곡: 이와타 히데후사 / 편곡: 나가노 다이스케, 이와타 히데후사
4. BLOSSOM TREE
작사: 토리우미 유스케 / 작곡: Fredrik Samsson, Miqael Persson / 편곡: y＠suo ohtani